# Inkerman (division sénatoriale canadienne)
Ne doit pas être confondu avec Inkerman (conseil législatif).
Division du Sénat du Canada
Inkerman est une division sénatoriale du Canada.

## Description
Son territoire correspond approximativement aux régions de l'Outaouais, de l'Abitibi-Témiscamingue et des Laurentides (partie nord-ouest).

## Liste des sénateurs
| Mandat | Mandat                                                        | Sénateur                          | Parti                | Nommé par           |
| ------ | ------------------------------------------------------------- | --------------------------------- | -------------------- | ------------------- |
|        | 23 octobre 1867 - 1er mai 1887                                | John Hamilton                     | Conservateur         | Proclamation royale |
|        | 12 mai 1887 - 30 octobre 1893                                 | John Joseph Caldwell Abbott       | Libéral-conservateur | Macdonald           |
|        | 2 janvier 1896 - 8 juin 1917                                  | William Owens                     | Conservateur         | Bowell              |
|        | 30 juillet 1917 - 17 décembre 1936                            | Richard Smeaton White             | Conservateur         | Borden              |
|        | 12 janvier 1937 - 1er janvier 1967                            | Adrian Norton Knatchbull Hugessen | Libéral              | King                |
|        | 6 avril 1967 - 12 juin 1983                                   | Maurice Lamontagne                | Libéral              | Pearson             |
|        | 16 janvier 1984 - 16 mars 2018                                | Charlie Watt                      | Libéral              | P. Trudeau          |
|        | 20 juin 2018 - 10 juillet 2034 (date de retraite obligatoire) | Julie Miville-Dechêne             | GSI                  | J. Trudeau          |